# Kozerki Open
Kozerki Open – kobiecy turniej tenisowy rozgrywany do 2021 roku w Kozerkach na kortach ceglanych Akademia Tenisowa Tenis Kozerki – Centralny Klub Tenisowy, a od 2022 na kortach Narodowego Centrum Szkoleniowego Polskiego Związku Tenisowego na nawierzchni twardej. Impreza zaliczana jest do cyklu ITF Women’s Circuit. Dyrektorem turnieju początkowo był Jarosław Lewandowski, a funkcję tę przejęła od 2022 roku Agnieszka Radwańska. Pula nagród wynosi 100 000 dolarów amerykańskich.

## Mecze finałowe

### Gra pojedyncza
| Rok  | Mistrzyni                                    | Finalistka                                   | Wynik                                        |
| 2022 | Kateřina Siniaková                           | Magda Linette                                | 6:4, 6:1                                     |
| 2021 | Ekaterine Gorgodze                           | Chloé Paquet                                 | 7:6(7), 0:6, 6:4                             |
| 2020 | Turniej anulowano z powodu pandemii COVID-19 | Turniej anulowano z powodu pandemii COVID-19 | Turniej anulowano z powodu pandemii COVID-19 |
| 2019 | Maja Chwalińska                              | Dejana Radanović                             | 7:6(5), 6:4                                  |

### Gra podwójna
| Rok  | Mistrzynie                                   | Finalistki                                   | Wynik                                        |
| 2022 | Alicia Barnett Olivia Nicholls               | Vivian Heisen Katarzyna Kawa                 | 6:1, 7:6(3)                                  |
| 2021 | Bárbara Gatica Rebeca Pereira                | Jang Su-jeong Lee Ya-hsuan                   | 6:3, 6:1                                     |
| 2020 | Turniej anulowano z powodu pandemii COVID-19 | Turniej anulowano z powodu pandemii COVID-19 | Turniej anulowano z powodu pandemii COVID-19 |
| 2019 | Anna Hertel Anastasija Szoszyna              | Ulrikke Eikeri Izabełła Szinikowa            | 6:7(6), 6:2, 10–4                            |